# حاشورة جبلية
حاشورة جبلية (الاسم العلمي: Entomophthora montana) هي نوع من الفطريات تتبع جنس الحاشورة من الفصيلة الحاشورية.